# Escarabajosa de Cabezas
Escarabajosa de Cabezas es un municipio y localidad española de la provincia de Segovia, en la comunidad autónoma de Castilla y León. Se encuentra en la Campiña Segoviana. Tiene una superficie de 16,04 km².

## Geografía

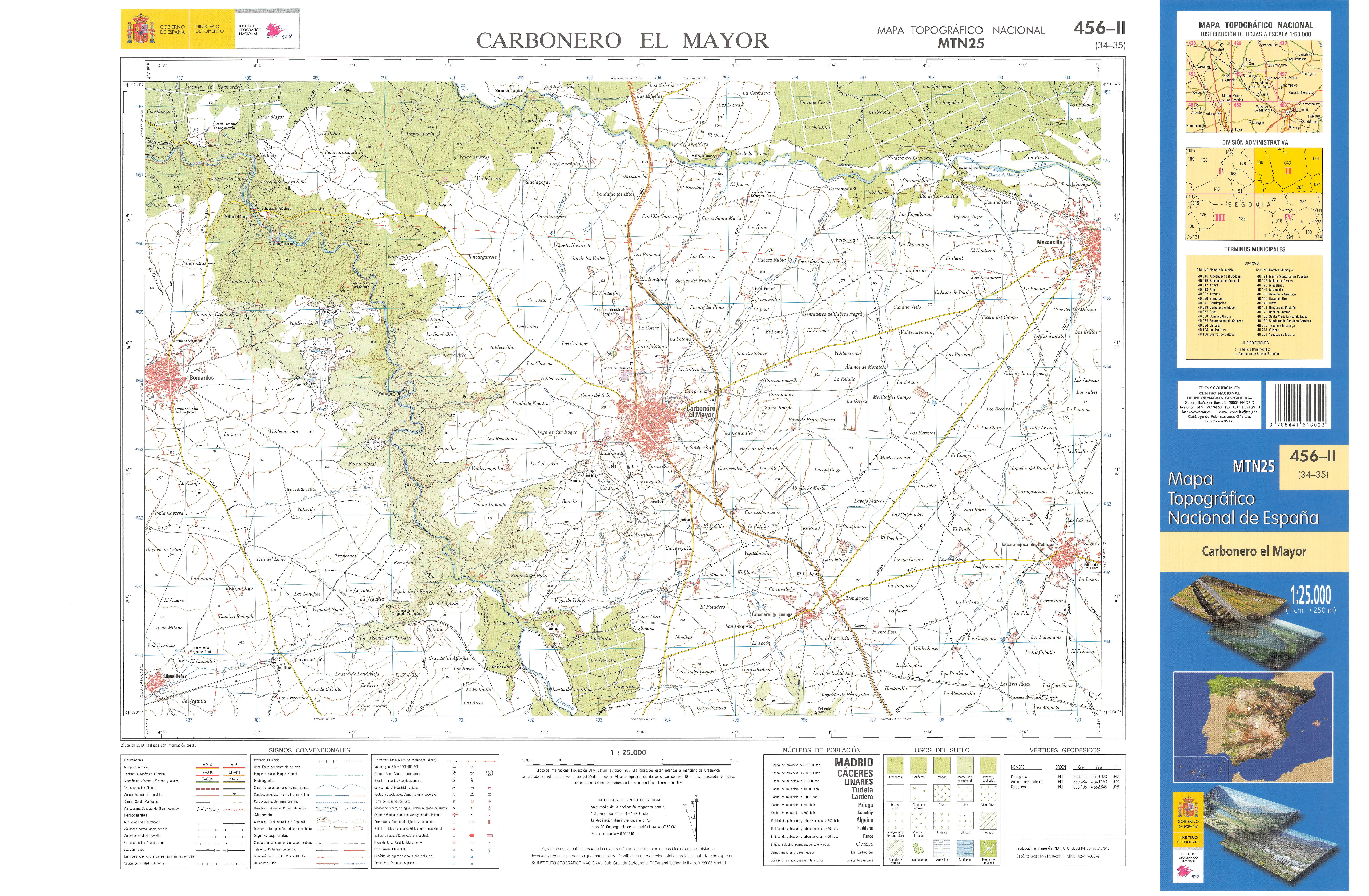
Fragmento de la hoja 456 del Mapa Topográfico Nacional de España de 2010 en el que se representa parte de Escarabajosa de Cabezas

| Noroeste: Mozoncillo        | Norte: Mozoncillo | Noreste: Mozoncillo, Escobar de Polendos |
| Oeste: Tabanera la Luenga   |                   | Este: Escobar de Polendos                |
| Suroeste: Yanguas de Eresma | Sur: Cantimpalos  | Sureste: Escobar de Polendos             |

## Geografía humana

### Demografía
Cuenta con una población de 276 habitantes (INE 2024).

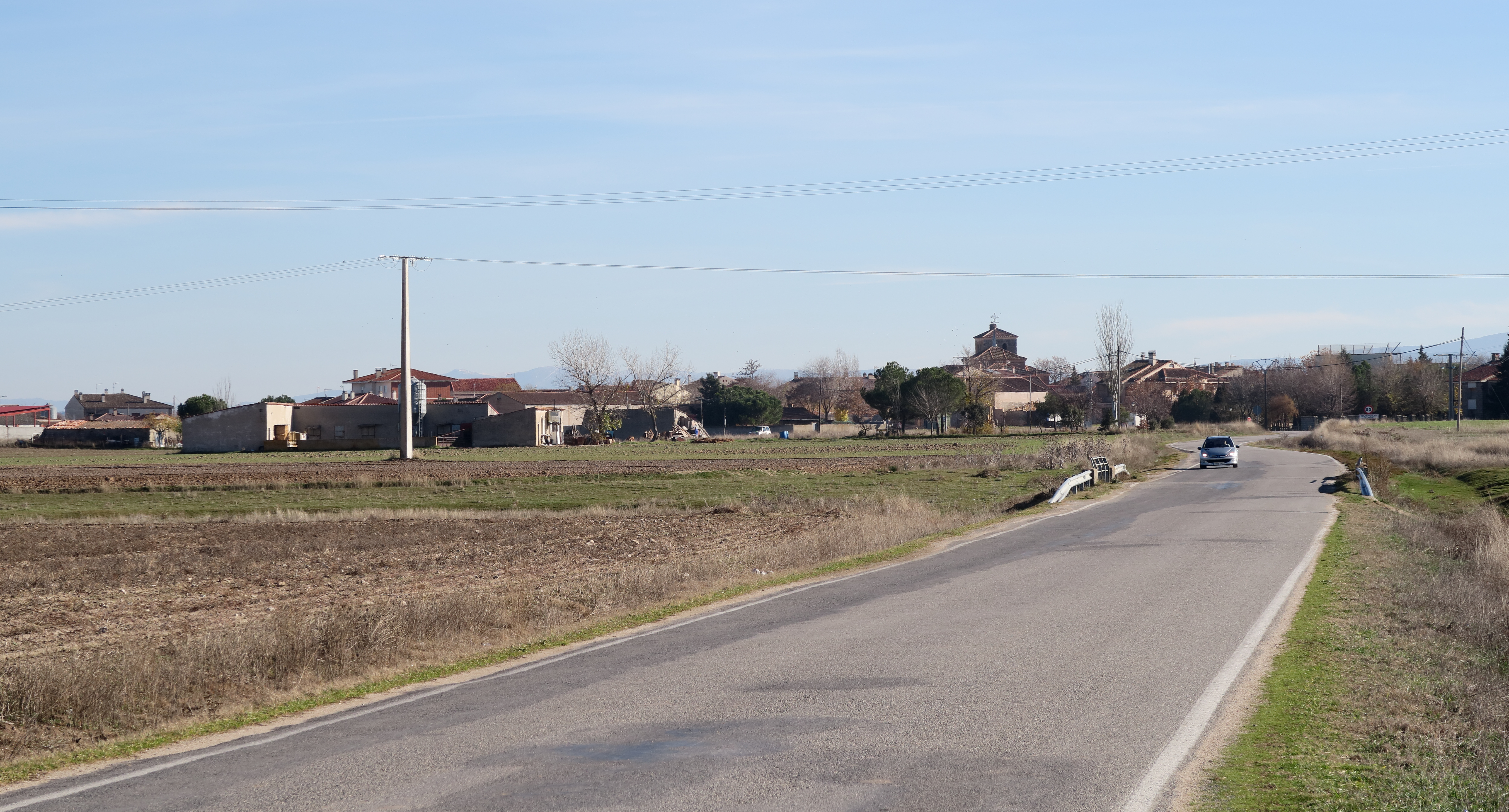
Escarabajosa de cabezas, desde SG-V-2113

| Gráfica de evolución demográfica de Escarabajosa de Cabezas entre 1842 y 2021                                         |
| |
| Población de derecho según los censos de población del INE. Población de hecho según los censos de población del INE. |

## Administración y política
| Periodo   | Nombre                    | Partido   |
| --------- | ------------------------- | --------- |
| 1979-1983 | Juan Pedrazuela Llorente  | UCD       |
| 1983-1987 | Fernando Antón Ávila      | AP-PDP-UL |
| 1987-1991 | Fernando Antón Ávila      | PDP       |
| 1991-1995 | Afrodisio Herranz Arribas | PP        |
| 1995-1999 | Afrodisio Herranz Arribas | PP        |
| 1999-2003 | Afrodisio Herranz Arribas | PP        |
| 2003-2007 | Ángel Martín Bernabé      | PP        |
| 2007-2011 | Ángel Martín Bernabé      | PP        |
| 2011-2015 | Ángel Martín Bernabé      | PP        |
| 2015-2019 | Ángel Martín Bernabé      | PP        |
| 2019-2023 | Ángel Martín Bernabé      | PP        |
| 2023-act. | Ángel Martín Bernabé      | PP        |